# Eucyclopera chorion
Eucyclopera chorion là một loài bướm đêm thuộc phân họ Arctiinae, họ Erebidae.